# Losodokodon
Losodokodon — вимерлий рід великих травоїдних ссавців родини Mammutidae. Вперше його описали у 2009 році Девід Таб Расмуссен і Мерседес Гутьєррес на основі скам'янілостей, знайдених у формації Ерагелайт на північному заході Кенії. Лосодокодон жив під час пізнього олігоцену, між 27 і 24 мільйонами років тому